# Parc commémoratif Rosa Bonheur
 (septembre 2024).
La mise en forme du texte ne suit pas les recommandations de Wikipédia : il faut le « wikifier ».
Les points d'amélioration suivants sont les cas les plus fréquents. Le détail des points à revoir est peut-être précisé sur la page de discussion.
- Les titres sont pré-formatés par le logiciel. Ils ne sont ni en capitales, ni en gras.
- Le texte ne doit pas être écrit en capitales (les noms de famille non plus), ni en gras, ni en italique, ni en « petit »…
- Le gras n'est utilisé que pour surligner le titre de l'article dans l'introduction, une seule fois.
- L'italique est rarement utilisé : mots en langue étrangère, titres d'œuvres, noms de bateaux, etc.
- Les citations ne sont pas en italique mais en corps de texte normal. Elles sont entourées par des guillemets français : « et ».
- Les listes à puces sont à éviter, des paragraphes rédigés étant largement préférés. Les tableaux sont à réserver à la présentation de données structurées (résultats, etc.).
- Les appels de note de bas de page (petits chiffres en exposant, introduits par l'outil «  Source ») sont à placer entre la fin de phrase et le point final[comme ça].
- Les liens internes (vers d'autres articles de Wikipédia) sont à choisir avec parcimonie. Créez des liens vers des articles approfondissant le sujet. Les termes génériques sans rapport avec le sujet sont à éviter, ainsi que les répétitions de liens vers un même terme.
- Les liens externes sont à placer uniquement dans une section « Liens externes », à la fin de l'article. Ces liens sont à choisir avec parcimonie suivant les règles définies. Si un lien sert de source à l'article, son insertion dans le texte est à faire par les notes de bas de page.
- La présentation des références doit suivre les conventions bibliographiques. Il est recommandé d'utiliser les modèles {{Ouvrage}}, {{Chapitre}}, {{Article}}, {{Lien web}} et/ou {{Bibliographie}}. Le mode d'édition visuel peut mettre en forme automatiquement les références.
- Insérer une infobox (cadre d'informations à droite) n'est pas obligatoire pour parachever la mise en page.

Pour une aide détaillée, merci de consulter Aide:Wikification.
Si vous pensez que ces points ont été résolus, vous pouvez retirer ce bandeau et améliorer la mise en forme d'un autre article.
 (septembre 2024).
Rosa Bonheur Memorial Park est un cimetière pour animaux de compagnie situé à Elkridge, dans le Maryland, aux États-Unis. Le cimetière a été créé en 1935 et a été exploité activement jusqu'en 2002. Environ 8 000 animaux et humains sont enterrés dans les 4,65 hectares du cimetière, ce qui est assez grand pour accueillir environ 24 000 animaux de compagnie.
Le cimetière porte le nom de Rosa Bonheur (1822–1899), une peintre et sculptrice française connue pour ses peintures d'animaux.
Le parc commémoratif Rosa Bonheur a fait la une des journaux nationaux en 1979 lorsqu'il est devenu le premier cimetière pour animaux de compagnie au monde à permettre aux humains d'être enterrés aux côtés de leurs animaux de compagnie. Il y a au moins 28 humains, et peut-être jusqu'à 100, enterrés dans le cimetière,. Un tombeau d'animaux inconnus a été établi en 1991.
En 1978, le cimetière a été hérité par le promoteur foncier William Anthony Green. En 1997, le propriétaire William Anthony Green a été accusé d'avoir facturé aux propriétaires des pierres tombales non livrées, des livraisons erronées et des abus de restes, la Commercial and Farmers Bank d'Ellicott City ayant procédé à des saisies. En 2006, le cimetière n’acceptait plus les enterrements d’animaux de compagnie ou d’humains. Les terrains du parc commémoratif Rosa Bonheur sont actuellement entretenus par des bénévoles locaux. En 2013, l'ancien directeur de la planification et du zonage du comté de Howard, Joseph W. Rutter, et Donald R. Reuwer Jr. ont proposé de réaménager 6 acres du cimetière pour un développement à usage mixte total de 21 acres de bâtiments commerciaux et de construction résidentielle, en déplaçant les tombes d'animaux de compagnie selon les besoins. Les propriétés ont été approuvées pour être combinées pour un développement à plus haute densité lors du processus de zonage complet de 2013.
Les animaux célèbres enterrés au parc commémoratif Rosa Bonheur comprennent :
- Gypsy Queen. En 1925, Frank Heath, vétéran de la Première Guerre mondiale, et son cheval Gypsy Queen ont entrepris un voyage à travers les États-Unis, dans le but de visiter les 48 États. Ils ont terminé le voyage plus de deux ans plus tard, revenant à leur point de départ à Washington, D.C. en 1927. Au total, le couple a parcouru 11 356 miles, ce qui en fait le plus long sentier jamais parcouru par un seul cheval sous la selle. Gypsy Queen est décédée en 1936, et une plaque de bronze a été érigée en son honneur au Rosa Bonheur Memorial Park en 1938. Gypsy Queen a également une parcelle funéraire au cimetière.12
- Mary Ann. Mary Ann fut la première éléphante du zoo de Baltimore. Elle fut amenée à Baltimore depuis l'Inde en 1922 et était particulièrement appréciée des enfants. Mary Ann mourut en 1942 après être tombée dans son sommeil et s'être blessée à la colonne vertébrale. Elle fut enterrée au cimetière après sa mort.1
- Caporal Rex Ahlbin. Rex Ahlbin était un chien de combat qui a servi dans le Corps des Marines des États-Unis pendant la Seconde Guerre mondiale. Rex a servi dans la 3e division des Marines des États-Unis pendant la bataille de la baie de l'Impératrice Augusta sur l'île de Bougainville en 1943. Rex, un doberman de deux ans, a averti de la présence de soldats japonais près d'une position des Marines, permettant ainsi aux Marines de repousser une attaque ultérieure. Rex a également servi dans le Corps des Marines pendant la campagne de Guadalcanal et à la bataille de Tinian. Pour son service, Rex a été promu au grade de caporal par le Corps des Marines en 1944. Rex est enterré près du centre du cimetière, avec un marqueur soulignant son service à son pays.1
- Mascottes des Washington Bullets. Plusieurs mascottes de l'équipe de basket-ball des Washington Bullets sont enterrées au cimetière : « Tiny BB » (1966-1987), Alex « The Bullet » (1957-1975) et « Buckshot » (1964-1967).
- Petit Van Atta (1947-1955), chien coursier clandestin né en France, qui aurait apporté la nouvelle du Débarquement dans sa ville natale grâce à un message caché dans son collier.
- Pretty Boy Boyer (1954–1956), un perroquet au vocabulaire de 1000 mots. Sa pierre tombale porte l'inscription « Bye, Bye, Mommy, à plus tard », ce qu'il disait toujours lorsque son propriétaire quittait la pièce.
- Carlo (1939–1966), un chien. À 27 ans, il était, selon sa pierre tombale, « l'un des plus vieux chiens authentifiés du pays ».
- Gretchen (1939–1950), une boxeur qui a sauvé la vie de son propriétaire et du père de celui-ci en les réveillant pendant la nuit lorsqu'un incendie s'est déclaré dans leur maison.
- Moses Gigrandy (1929–1942), un singe.
- Misty, un berger allemand, chien d'aveugle, pour un vétéran devenu aveugle lors de la bataille des Ardennes pendant la Seconde Guerre mondiale.
- Sylvester, un lapin qui dormit pendant trois ans sur le lit de son jeune maître atteint de polio et qui fut entraîné à jouer à certains jeux. Peu de temps après la mort du garçon, Sylvester mourut et fut enterré à Bonheur.
- Wiggles, un cheval champion de 29 ans.
- Lizzy, un varan né en Afrique.
- Amanda, un cochon d'Inde.
- Buster Ward (1967–1979), un pigeon qui a percuté un camion postal en mouvement.
- Bently the Pig (2012–2014), un mini cochon nommé d'après l'enfant de la mère adolescente de MTV, qui a voyagé de la Floride au Maryland en avion. Il a provoqué un incendie dans le garage.
- Juan Carlos, un chien avec une grande personnalité.
- Aussi rapporte d'etre enterrés à Bonheur : un lion, des écureuils, et des souris blanches.